# Łuskiewnik
Łuskiewnik (Lathraea) – rodzaj roślin pasożytniczych z rodziny zarazowatych (Orobanchaceae). Obejmuje co najmniej cztery gatunki, ale podawanych jest też ich 5, a nawet 7. Występują w Eurazji – od zachodniej Europy, poprzez Rosję i Himalaje po Chiny i Japonię. W Europie rosną trzy gatunki, z czego jeden w Polsce – łuskiewnik różowy L. squamaria, zarazem gatunek typowy rodzaju. Łuskiewniki są pasożytami całkowitymi (ich pędy pozbawione są chlorofili) różnych gatunków drzew, zwykle występujących w żyznych i wilgotnych lasach nadrzecznych (najczęściej rozwijają się na olszy, wierzbach i topolach). Pędy nadziemne z kwiatami łuskiewników rozwijają się wiosną. Kwiaty zapylane są przez muchówki i błonkoskrzydłe, częsta jest też samopylność. Na ich pędach podziemnych zredukowane, łuskowate liście tworzą zagłębienia, mogące według niektórych badaczy funkcjonować jako pułapki sugerując, że są to także rośliny mięsożerne. Inni odrzucają tę hipotezę podkreślając brak enzymów trawiennych i obserwowanych ofiar.

## Morfologia

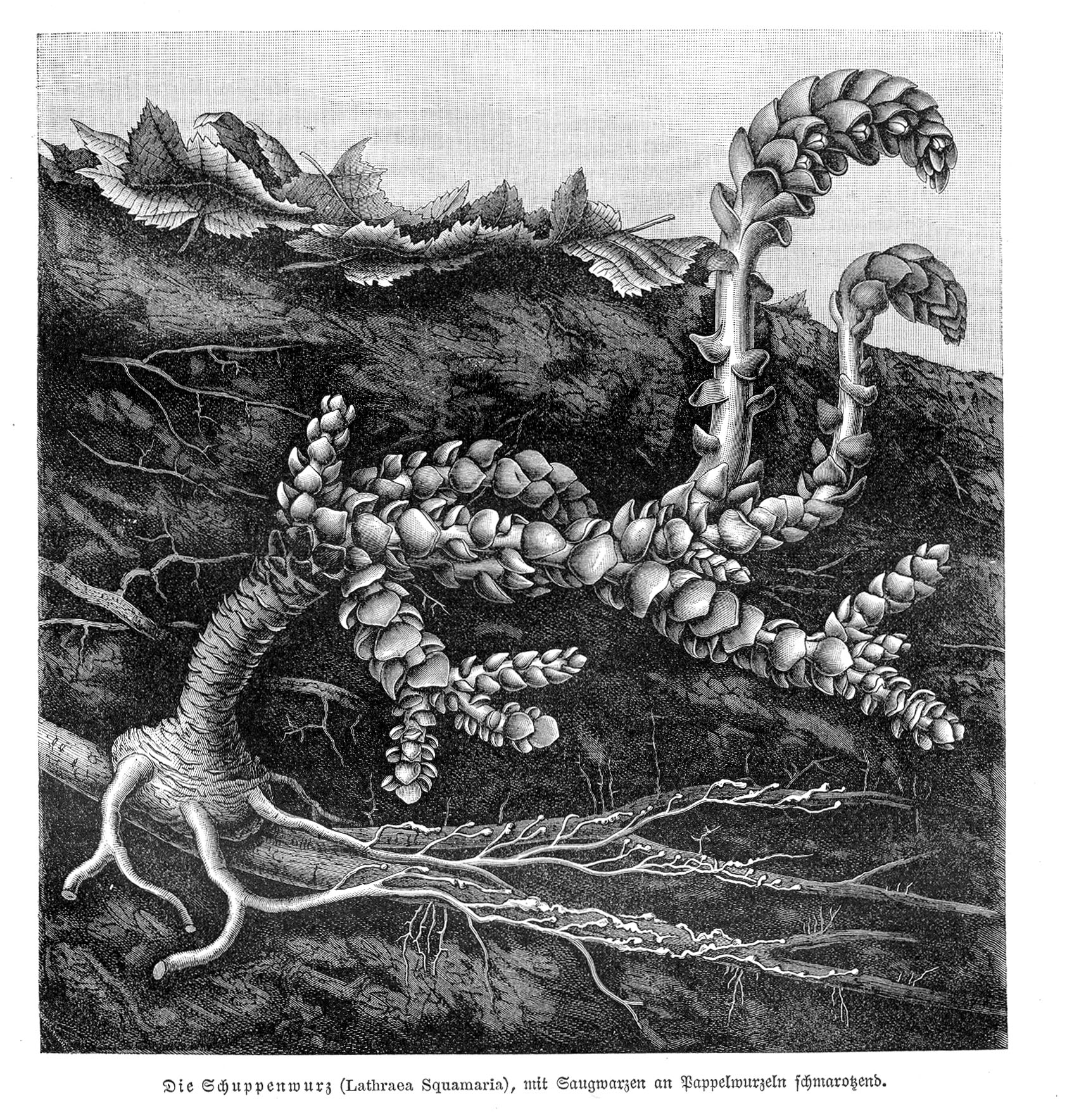
Organy podziemne łuskiewnika różowego

PokrójMięsiste rośliny o pędzie nadziemnym osiągającym do 30 cm wysokości. Pędy te wznoszą się wyprostowane i są nierozgałęzione u jednych gatunków, u innych rozgałęziają się u nasady. Pędy podziemne bulwiasto zgrubiałe, z łuskowatymi liśćmi. Cała roślina bezzieleniowa.
LiścieŁuskowate.
KwiatyZebrane w kwiatostan mający postać grona lub kłosa. Kwiaty krótkoszypułkowe lub niemal siedzące, wsparte są pojedynczymi przysadkami. Kielich dzwonkowaty, z czterema drobnymi działkami. Korona dwuwargowa. Dolną wargę tworzą trzy zrośnięte płatki, krótsze od pojedynczego płatka górnego. Kwiaty są białe, jasnoróżowe, różowe do fioletowych. Pręciki cztery, nieznacznie wyrastające poza wargi korony, z dwukomorowymi pylnikami. Zalążnia jednokomorowa, górna, u nasady z miodnikami, szyjka słupka delikatna, krótka i zgięta, zwieńczona dyskowatym znamieniem.
OwoceJednokomorowe torebki otwierające się dwiema klapami, czasem gwałtownie, zawierające cztery lub liczne kulistawe nasiona. Nasiona okazałe (u L. clandestina do 5 mm średnicy), zasobne w bielmo.

## Systematyka
Rodzaj tradycyjnie zaliczany był do trędownikowatych (Scrophulariaceae), ale z analiz filogenetycznych, zwłaszcza opartych na DNA, wynika, że wchodzi w skład obszernej rodziny zarazowatych (Orobanchaceae). Rodzaj należy do plemienia Rhinantheae i jest blisko spokrewniony m.in. z takimi rodzajami jak: pszeniec Melampyrum, świetlik Euphrasia i bartsja Bartsia.
Wykaz gatunków
- Lathraea clandestina L.
- Lathraea japonica Miq.
- Lathraea rhodopea Dingler
- Lathraea squamaria L. – łuskiewnik różowy

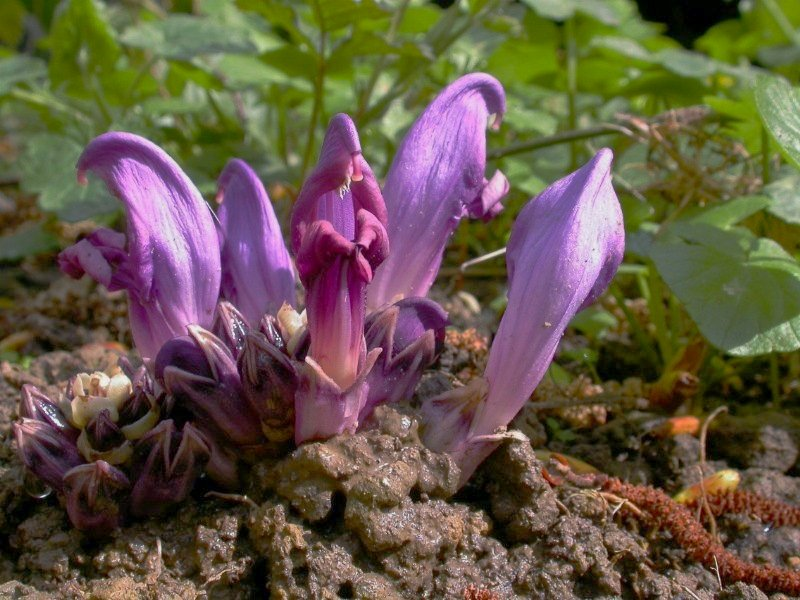
Lathraea clandestina
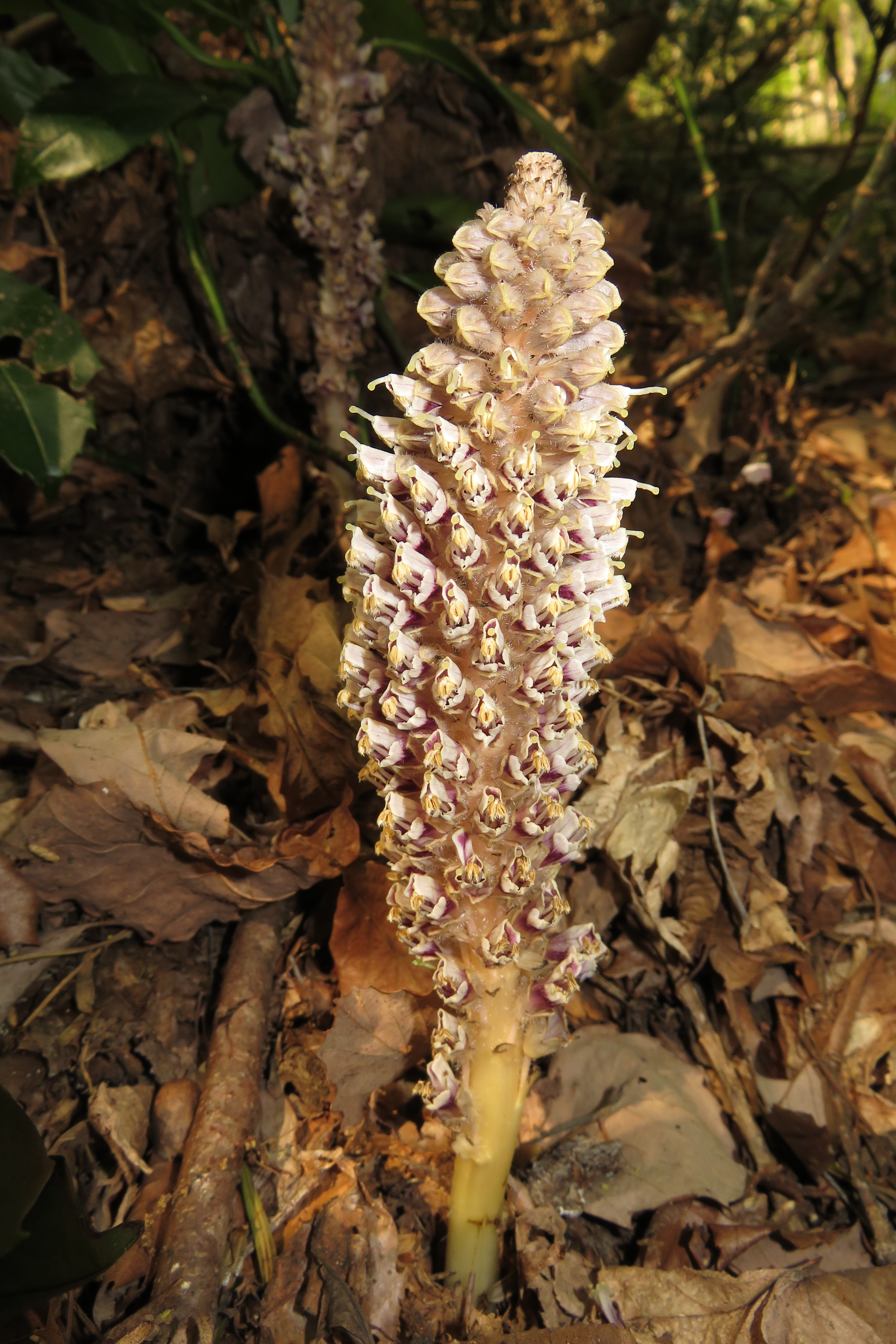
Lathraea japonica
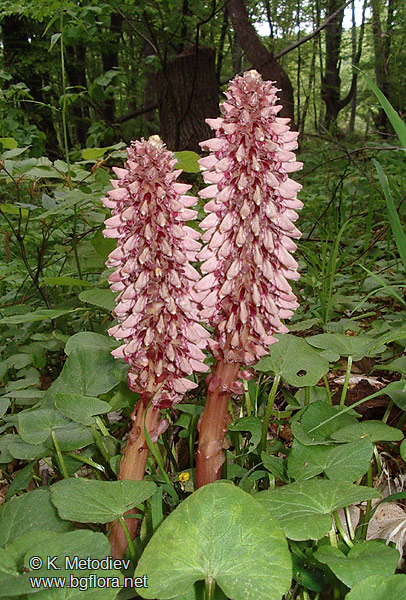
Lathraea rhodopea
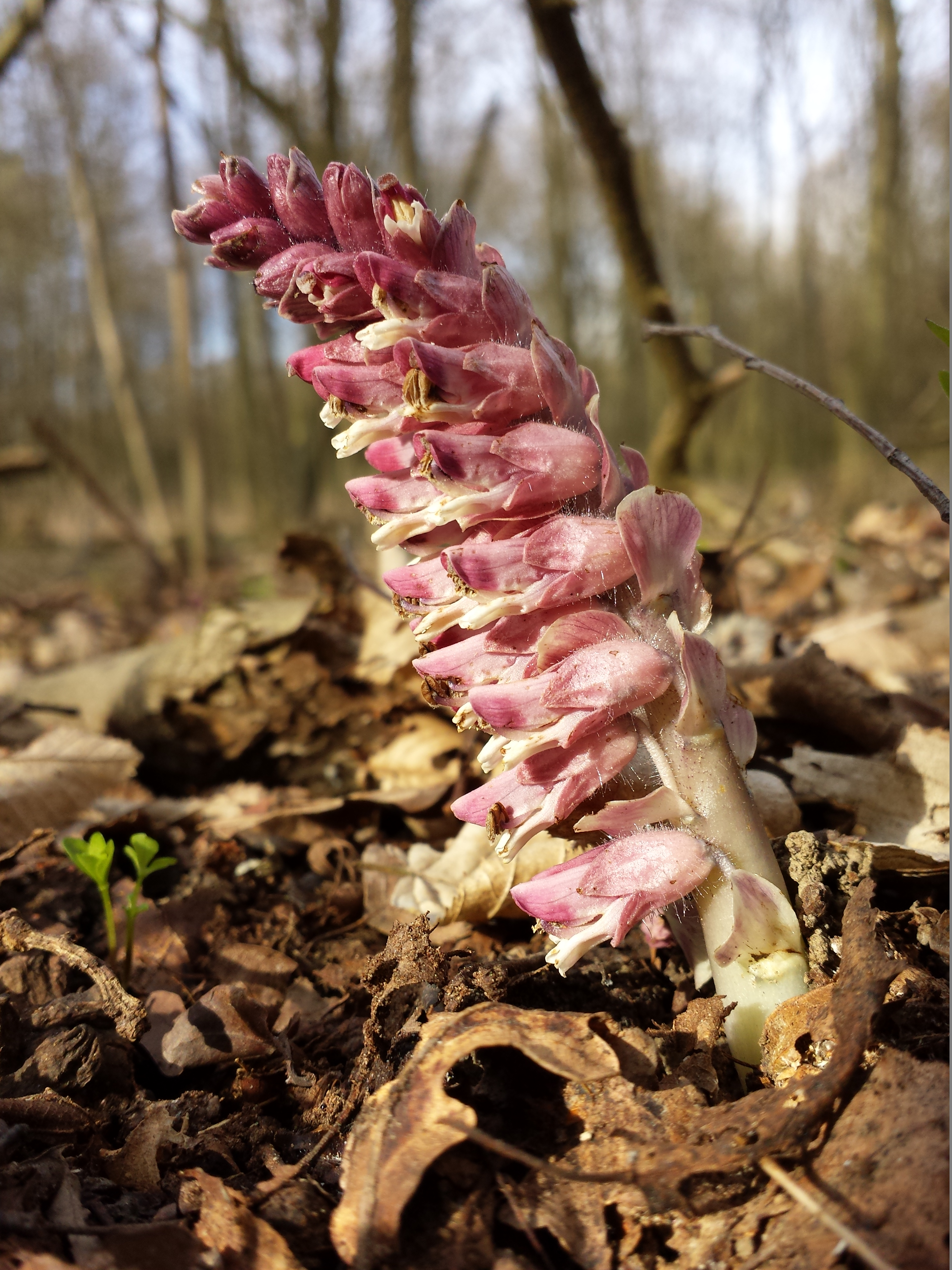
Lathraea squamaria